# Strymon cardus
Strymon cardus is een vlinder uit de familie van de Lycaenidae. De wetenschappelijke naam van de soort werd als Thecla cardus in 1874 gepubliceerd door William Chapman Hewitson.